# Hermann Stadler (Fußballspieler)

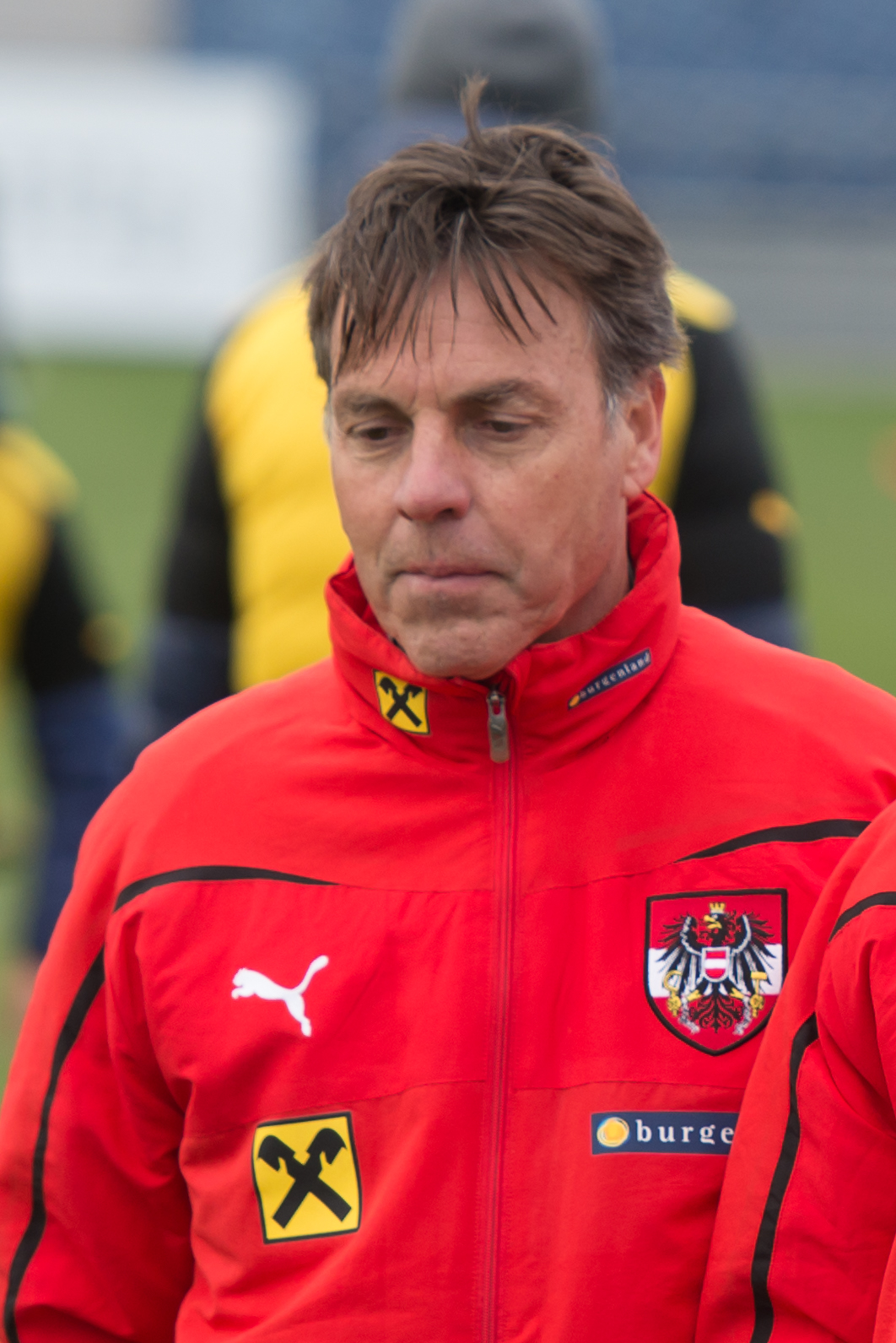
Hermann Stadler, 2015

Hermann Stadler (* 21. Mai 1961 in Oberndorf) ist ein österreichischer Fußballtrainer und ehemaliger Profifußballer.

## Laufbahn
Hermann Stadler begann seine Fußballkarriere beim SK Oberndorf, von dort wechselte er 1979 zum SV Austria Salzburg. 1983 ging Stadler gemeinsam mit Leo Lainer zu Rapid Wien, wo er aber nicht Fuß fassen konnte. Nach einem Zwischenspiel beim SK Voest Linz wechselte er 1987 wieder zurück zum inzwischen zweitklassigen SV Austria Salzburg. Hier erlebte er seine fußballerisch erfolgreichste Zeit mit dem UEFA-Cupfinale 1994 als Höhepunkt.
1996 beendete Stadler seine aktive Karriere nach 380 Bundesligaspielen (323 für Salzburg, 48 für Rapid, 9 für VOEST) und 38 Toren (36 Salzburg, 2 Rapid). Nach mehreren Trainerstationen bei Salzburg ist Hermann Stadler heute Trainer des U 18 Teams des ÖFB.

## Erfolge
Österreichischer Meister
3 ×: 1987, 1994, 1995
Österreichischer Cupsieger
3 ×: 1984, 1985, 1987
Finalist im Europacup der Cupsieger
1 ×: 1985
UEFA-Cup-Finalist
1 × 1994